# MediaTek
MediaTek, Inc. (MTK) (TSE: 2454) es una compañía fabless de semiconductores, que diseña y distribuye productos como componentes para comunicaciones wireless, almacenamiento óptico, GPS, televisión de alta definición y DVD. La compañía se fundó el 28 de mayo de 1997 y tiene su sede en Hsinchu Science and Industrial Park, en la ciudad de Hsinchu, Taiwán, con filiales dedicadas a venta e investigación en China continental, Singapur, India, Japón, Corea del Sur, EE. UU., Dinamarca y Reino Unido. Actualmente, la compañía cotiza en la Bolsa de Taiwán.

## Descripción general

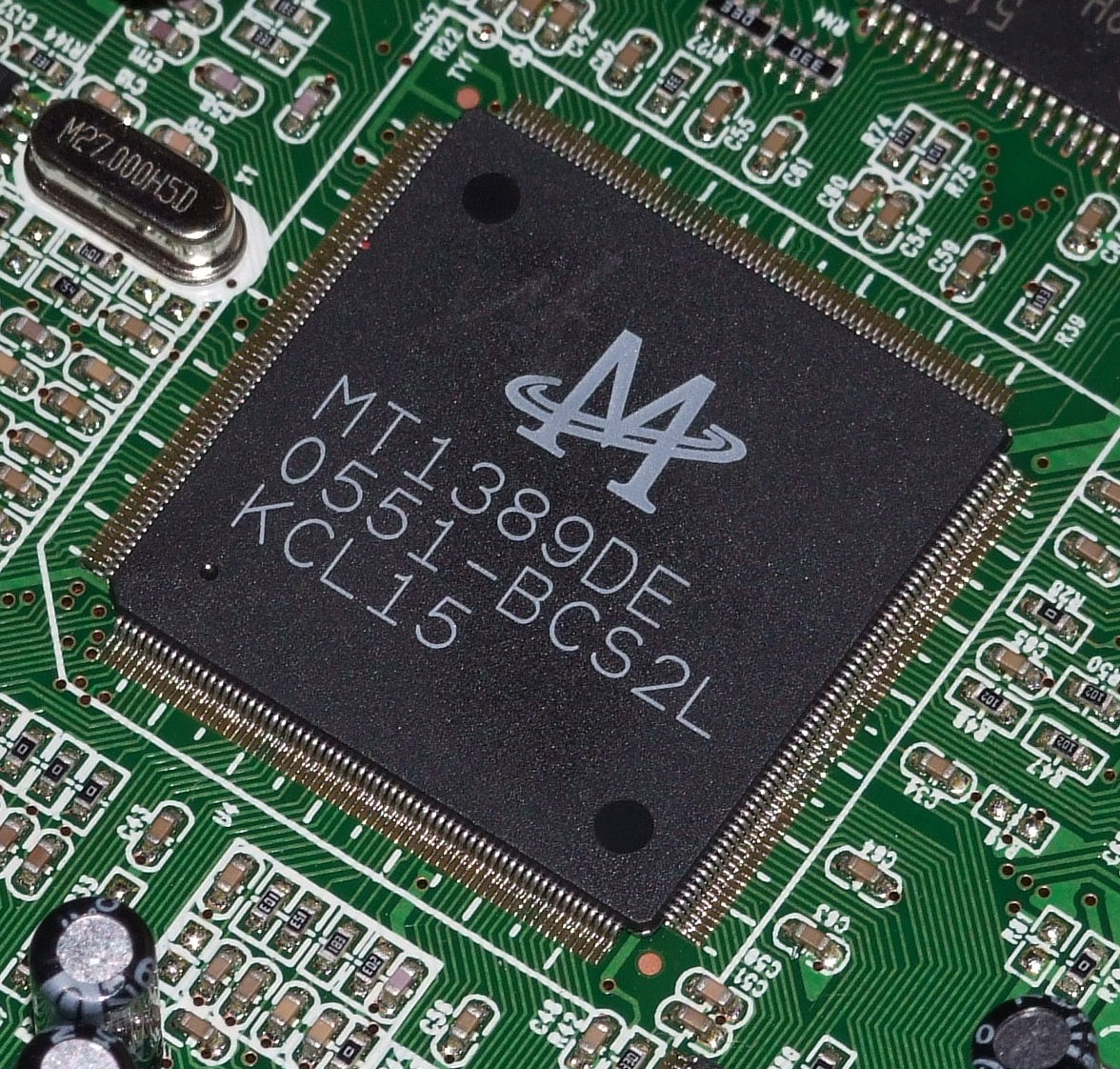
El chip para reproductores de DVD MediaTek MT1389.

MediaTek se especializa en soluciones system-on-a-chip para comunicaciones wireless, televisión de alta definición, almacenamiento óptico, GPS, y reproductores de DVD de alta resolución. En 2009, la compañía gastó alrededor de 20 millones de € en investigación y desarrollo. A principios de 2008, MediaTek amplió su oferta de productos de comunicaciones inalámbricos mediante la compra de los activos correspondientes a los transceptores de radio Othello y chips de banda base SoftFone de la compañía Analog Devices por 8,54 millones €. Estos productos van destinados a teléfonos móviles y equipos similares.
MediaTek es la cuarta en el ranking mundial de compañías fabless y la segunda de todas las compañías de semiconductores en el sector de chips para móviles, después de Qualcomm. Los productos de MediaTek también contribuyen a que la producción de la china Shanzhai reduzca costes. También proporciona software, llamado MAUI y basado en Nucleus RTOS, para ser usado con sus chip para móviles Shanzhai.
Según la actualización IC Insights de mayo de 2009 del Informe McClean, MediaTek se ha posicionado dentro del Top 20 en cuanto a ventas de semiconductores.

## Innovaciones

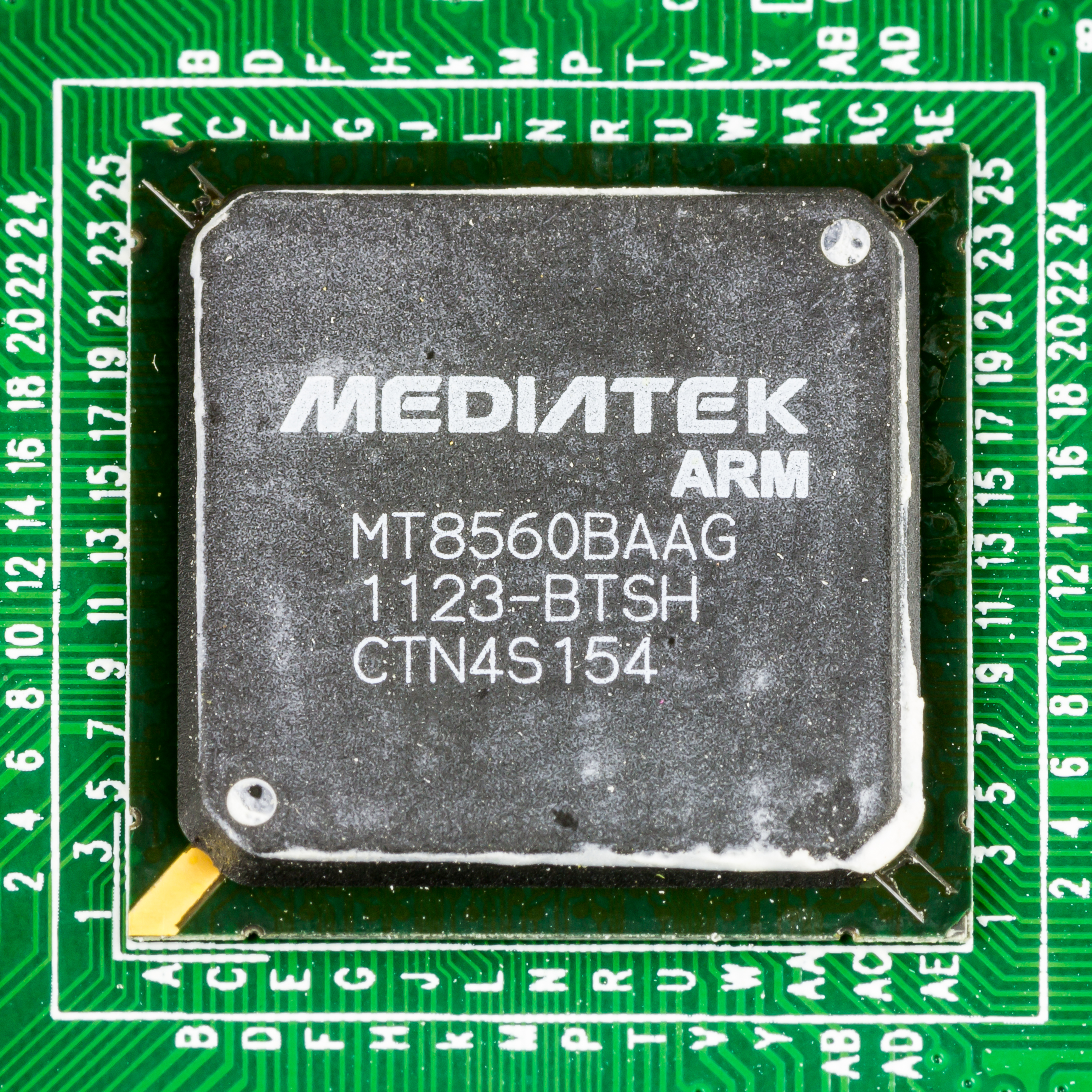
Ejemplo de chip Mediatek model MT8560

MediaTek a menudo ha seguido una estrategia de ser la "primera en la industria" para diferenciarse de la competencia.[¿según quién?]
El sistema en un chip MT8135 (SoC) para tabletas anunciado en julio de 2013 fue el primer chip de la industria en implementar la nueva tecnología ARM big.LITTLE para computación heterogénea. Amazon utilizó una variante del MT8135 en sus modelos de tableta Kindle Fire HD.  También el 20 de noviembre de 2013, MediaTek lanzó el SoC MT6592, el primer sistema en chip (SoC) con ocho núcleos de CPU que podrían usarse simultáneamente, en contraste con los SoC competidores con ocho núcleos físicos de los cuales solo un subconjunto podía estar activo en un momento dado. La marca registrada "True Octa-Core" se registró para enfatizar la diferencia en el funcionamiento superior de los mismos.
El 7 de enero de 2014, MediaTek anunció el desarrollo del primer "receptor multimodo" del mundo para la carga inalámbrica. En contraste con las implementaciones existentes, es compatible con la carga inductiva y resonante.  El chip de carga inalámbrico MT3188 resultante, certificado tanto por la Power Matters Alliance como por el Wireless Power Consortium, se anunció el 24 de febrero de 2014. 
El 25 de febrero de 2014, MediaTek anunció el primer chip inalámbrico "cinco en uno" de la industria. El SoC MT6630 es compatible con 802.11 a / b / g / n / ac WiFi, Bluetooth, ANT +, GPS y radio FM.
MediaTek colaboró con Google en la primera plataforma Ultra HD TV para Android TV, lo que dio como resultado el desarrollo del SoC de televisión digital MT5595.  El producto se incluyó por primera vez en los modelos de televisores LCD fabricados por Sony.
En diciembre de 2018, presentó su procesador Helio P90, que apostaba por la inteligencia artificial. Posee dos núcleos Cortex-A75 a 2,2 GHz y seis núcleos Cortex-A55 a 2.0 GHz. Contando también con una GPU Powerful IMG PowerVR GM 9446 y admite pantallas con formato 21:9 a resolución Full HD+ (2520 x 1080)
En julio de 2024 fue presentado el nuevo chipset de gama ultra alta Mediatek Serie Dimensity 9400, que hasta la fecha es considerado el procesador para teléfonos móviles de gama alta más potente de la historia de la telefonía móvil.